# 후쿠모토 요헤이
후쿠모토 요헤이(일본어: 福元 洋平, 1987년 4월 12일 ~ )는 일본의 전 축구 선수이다.

## 구단 경력
그는 2005년부터 2018년까지 J리그의 오이타 트리니타, 감바 오사카, 제프 유나이티드 지바, 도쿠시마 보르티스, 레노파 야마구치 FC에서 활동하였다.

## 국가대표팀 경력
그는 2007년 FIFA U-20 월드컵에 참가할 일본 U-20 국가대표팀에 발탁되었으며, 4경기에 출전했다.